# V (Spock's Beard)
V is het vijfde studioalbum van de progressieve rockband Spock's Beard, verschenen in augustus 2000.
Het album bevat alle ingrediënten die Spock's Beard en de virtuositeit van Neal Morse kenmerken. Twee lange nummers, waarin instrumentale intermezzo's met orkestrale stukken zijn ingelast in hardrock, fusion en zelfs latijns-Amerikaanse sferen ademende retro-symfonische rock, worden afgewisseld met vijf voor deze band korte nummers. Het Hammondorgel en de mellotron roepen nostalgie naar de jaren-’70 op.
Thoughts (Part II) is een vervolg op de ‘hit’ van het album Beware of darkness. De vrolijke, poprock song All on a Sunday is als single uitgebracht en werd daartoe in 2001 opnieuw opgenomen. Deze single bevatte ook het niet eerder uitgebrachte The Truth, plus de muziekvideo behorend bij All on a Sunday. Een hoge notering in de hitlijsten bleef uit.
Joseph R. Scotti beoordeelde dit album op All Music Guide met 4 sterren. Michael Rensen kende er in het Duitse Rock Hard Magazine een 10 aan toe.

## Tracklist
Alle nummers zijn geschreven door Neal Morse, behalve Revelation (Nick D'Virgilio, Alan Morse, Neal Morse en Ryo Okumoto) en Thoughts (Part 2) (A. Morse en N. Morse).

| 1.                 | At the End of the Day | 16:28 |
| 2.                 | Revelation | 6:04  |
| 3.                 | Thoughts, Pt. 2 | 4:39  |
| 4.                 | All on a Sunday | 4:04  |
| 5.                 | Goodbye to Yesterday | 4:40  |
| 6.                 | The Great Nothing" I. "From Nowhere" II. "One Note" III. "Come Up Breathing" IV. "Submerged" V. "Missed Your Calling" VI. "The Great Nothing | 27:01 |
| Totale duur: 62:59 | |       |

## Bandleden
- Nick D'Virgilio - drums, percussie, zang
- Dave Meros - basgitaar, contrabas, Franse hoorn, achtergrond zang
- Neal Morse - zang, piano, synthesizers, akoestisch gitaar[3]
- Alan Morse - elektrische gitaar, zang, cello, sampler
- Ryo Okumoto - Hammondorgel, mellotron

Gastmusici
- Chris Carmichael - viool, altviool, cello
- Katie Hagen - Franse hoorn
- Kathy Ann Lord - Engelse hoorn
- Joey Pippin - trompet